# Grismadox karugua
Grismadox karugua (лат.) — вид мирмекоморфных пауков рода Grismadox из семейства Corinnidae (Castianeirinae). Эпитет вида относится к слову индейцев гуарани, обозначающему болото «karugua». Это относится к водно-болотному комплексу Ñeembucú, где была найдена типовая серия.

## Распространение
Южная Америка: Парагвай. Эпигейные биотопы в саванноподобных водно-болотных угодьях в гумидном районе Чако (Ñeembucú Wetlands).

## Описание
Мелкий паук, длина около 5 мм. Отличается от близких видов следующими признаками: эмболус свернут четыре раза (против трех, четырех с половиной или пяти); эмболическая вершина полупрозрачная и относительно тупая (против острой и склеротизированной); явное сужение между сперматеками ST I и ST II (против отсутствия или умеренного); цвет карапакса от темно-коричневого до черного (против серого оттенка, оранжевого или желтоватого у сородичей); цвет карапакса темно-коричневый или черный (рис. 2, 3). отсутствует или умеренное) (рис. 6, 7); цвет карапакса темно-коричневый до черного (с сероватым оттенком, оранжевый или желтоватый у сородичей); тазики II и III светлые у обоих полов (II—IV светлые у самок G. mazaxoides и G. mboitui, самка G. baueri не известна); шипы голени I 3-3 (2-2 или 3-2 у сородичей). Вид был впервые описан в 2022 году зоологом Броганом Петтом (Brogan Loise Pett; Бельгия, Великобритания) и соавторами.